# Isidoro Caravedo
Isidoro Caravedo Álvarez fue un abogado y político peruano. 
Nació en Ica en 1791, hijo de Juan Josef Caravedo Melgosa y María Rosalía Álvarez Benavides. Fue abogado, juez, profesor de filosofía y matemáticas. Fue vocal de la Corte Superior de Justicia de La Libertad. Durante la independencia del Perú, se integró en la ciudad de Pisco al ejército de Simón Bolívar. Se casó en 1819 con Juana de Dios de la Cuesta Román. En 1826, el Congreso creó el Colegio de Ciencias para la ciudad de Ica y nombró a Isidoro Caravedo como su director, quien tomó posesión del cargo el 27 de junio de 1826.
Fue miembro del Congreso General Constituyente de 1827 por el departamento de Lima. Dicho congreso constituyente fue el que elaboró la segunda constitución política del país.
En 1832, siendo ya vocal de la Corte Suprerior de La Libertad, recibió el doctorado en jurisprudencia por la Universidad Nacional de Trujillo siendo el primer primer grado otorgado por esa universidad.